# Oud-Turnhout
Oud-Turnhout (Alt-Turnhout) ist eine Gemeinde in die Kempen der belgischen Provinz Antwerpen. Die Gemeinde ist nicht zu verwechseln mit der westlich angrenzenden Stadt und Gemeinde Turnhout.

## Naturschutzgebiet
Im Osten des Gemeindegebiets und eventuell mit einem kleineren Teil auch östlich der Gemeinde liegt das 500 ha große Naturschutzgebiet eines Torfmoors. Am 22. April 2020 wird berichtet, dass ein Drittel der Fläche, also etwa 167 ha Wald verbrannt sind. Wegen lang anhaltender Trockenheit und daher Feuergefahr war zuvor schon das Betreten des Gebiets verboten gewesen.

## Söhne und Töchter der Gemeinde
- Joseph Ignace Waterschoot (1911–1990), katholischer Ordensgeistlicher und Apostolischer Vikar von Lolo
- Karel Van Miert (1942–2009), Politiker
- DJ Coone (eigentlich Koen Bauweraerts) (* 1983), Disc Jockey und Musikproduzent